# Chuck Daly
Charles Jerome Daly (Kane, Pensilvania, 20 de julio de 1930-Jupiter, Florida, 9 de mayo de 2009) fue entrenador profesional de baloncesto. Es famoso por haber entrenado a los Detroit Pistons de los "Bad Boys", ganando dos campeonatos consecutivos en 1989 y 1990, y  "Dream Team" de los Juegos Olímpicos de Barcelona 1992. Durante sus 14 temporadas en la NBA, también dirigió a Cleveland Cavaliers, New Jersey Nets y Orlando Magic. El 9 de mayo de 1994 fue incluido en el Basketball Hall of Fame.

## Entrenador
Daly creció en Kane, Pensilvania, y asistió a la St. Callistus Catholic School. Jugó al baloncesto en la Universidad de St. Bonaventure (Nueva York) (1948-49) y en la Bloomsburg Universidad de Pensilvania (1949-52). Daly comenzó su carrera de entrenador a nivel de instituto, entrenando a Punxsutawney y liderándole a un récord de 111-70 (61.3%) de 1955-63.
Posteriormente sirvió como asistente a la Universidad Duke (1963-69), y fue entrenador de Boston College (1969-71) y a la Universidad de Pensilvania (1971-77). En Penn, lideró a los Quakers a cuatro Ivy League consecutivas, apareciendo en el Torneo NCAA desde 1972 hasta 1975. En 1971 y 1972, los Quakers llegaron hasta las Finales Regionales del Este de la NCAA, quedando el equipo invicto en la temporada 1970-71. En total, su récord era de 151-62 hasta antes de entrar en la NBA. En 1978, trabajó como asistente en Philadelphia 76ers, ayudando al entrenador Billy Cunningham.
El 9 de mayo de 2009 Chuck Daly falleció a causa de un cáncer de páncreas, diagnosticado tres meses atrás.

## Estadísticas como entrenador
| Equipo     | Año     | P    | V   | D   | V–D% | Finalizado      | PP  | VP | DP | PV–D% | Resultado                            |
| ---------- | ------- | ---- | --- | --- | ---- | --------------- | --- | -- | -- | ----- | ------------------------------------ |
| Cleveland  | 1981-82 | 41   | 9   | 32  | .220 | (despedido)     | —   | —  | —  | —     | —                                    |
| Detroit    | 1983-84 | 82   | 49  | 33  | .598 | 2.º en Central  | 5   | 2  | 3  | .400  | Pierde en primera ronda              |
| Detroit    | 1984-85 | 82   | 46  | 36  | .561 | 2.º en Central  | 9   | 5  | 4  | .556  | Pierde en semifinales de Conferencia |
| Detroit    | 1985-86 | 82   | 46  | 36  | .561 | 3.º en Central  | 4   | 1  | 3  | .250  | Pierde en primera ronda              |
| Detroit    | 1986-87 | 82   | 52  | 30  | .634 | 2.º en Central  | 15  | 10 | 5  | .667  | Pierde en Finales de Conferencia     |
| Detroit    | 1987-88 | 82   | 54  | 28  | .659 | 1.º en Central  | 23  | 14 | 9  | .609  | Pierde en Finales NBA                |
| Detroit    | 1988-89 | 82   | 63  | 19  | .768 | 1.º en Central  | 17  | 15 | 2  | .882  | Gana Campeonato NBA                  |
| Detroit    | 1989-90 | 82   | 59  | 23  | .720 | 1.º en Central  | 20  | 15 | 5  | .750  | Gana Campeonato NBA                  |
| Detroit    | 1990-91 | 82   | 50  | 32  | .610 | 2.º en Central  | 15  | 7  | 8  | .467  | Pierde en Finales de Conferencia     |
| Detroit    | 1991-92 | 82   | 48  | 34  | .585 | 3.º en Central  | 5   | 2  | 3  | .400  | Pierde en primera ronda              |
| New Jersey | 1992-93 | 82   | 43  | 39  | .524 | 3.º en Atlantic | 5   | 2  | 3  | .400  | Pierde en primera ronda              |
| New Jersey | 1993-94 | 82   | 45  | 37  | .549 | 3.º en Atlantic | 4   | 1  | 3  | .250  | Pierde en primera ronda              |
| Orlando    | 1997-98 | 82   | 41  | 41  | .500 | 5.º en Atlantic | —   | —  | —  | —     | No playoffs                          |
| Orlando    | 1998-99 | 50   | 33  | 17  | .660 | 1.º en Atlantic | 4   | 1  | 3  | .250  | Pierde en primera ronda              |
| Total      | Total   | 1075 | 638 | 437 | .593 |                 | 126 | 75 | 51 | .595  |                                      |